# Dolmen de la Pagerie

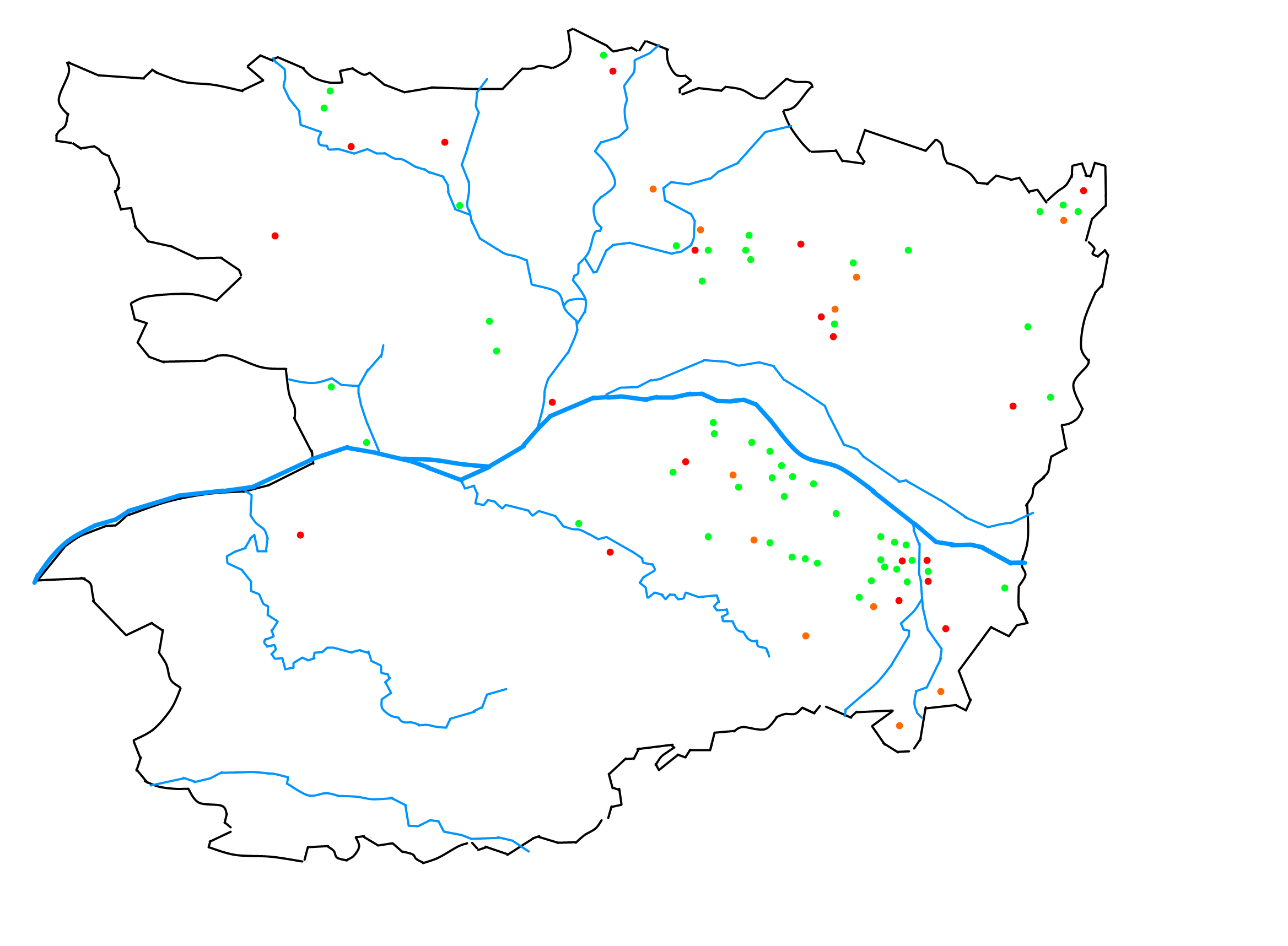
Verbreitung von Dolmen in Maine-et-Loire – grün sind erhaltene Anlagen

Der Dolmen de la Pagerie liegt westlich von Gennes-Val-de-Loire bei Saumur im Département Maine-et-Loire in Frankreich. Dolmen ist in Frankreich der Oberbegriff für neolithische Megalithanlagen aller Art (siehe: Französische Nomenklatur).

## Beschreibung
Der monströse Dolmen angevin liegt in der Nähe des namengebenden Bauernhofs. Er ist einer der enorm großen Dolmen der Region, mit einer etwa 10,0 m langen und 5,0 Meter breiten Kammer, die aus riesigen Platten hergestellt wurde.
Der zeitweise als Müllhalde missbrauchte Dolmen wird von zwei massiven Decksteinen bedeckt, von denen der hintere auf drei Stützsteinen aufliegt, während der vordere zur Ostseite gefallen ist. Der nach Süden öffnende Zugang ist noch weitgehend in situ, aber sein östlicher Eckstein ist umgefallen.
In der Nähe steht der etwa 3,5 m hohe Menhir „Pierre Longue du Bouchet“ (auch Pierre Longue de Gennes genannt) und liegt der Dolmen de la Forêt.